# Удачна (кімберлітова трубка)
Удачна (рос. «Вдала», кімберлітова трубка) — назва родовища алмазів на півночі Якутії, окупованої Росією. Розташоване за 20 кілометрів від Північного полярного кола, в Далдин-Алакітському кімберлітовому полі.
Алмазоносна трубка була відкрита в червні 1955 року В. Н. Щукіним у рамках пошукових робіт Амакінської гозвідувальної експед експедииції.
Пізніше для забезпечення промислового видобутку алмазів неподалік було побудовано селище (нині — місто) Удачне і гірничозбагачувальний комбінат.
Насправді трубка Удачна не одна, а складається з двох прилеглих трубок — Східної та Західної. Обидві вони високоалмазоносні, але трохи відрізняються за вмістом алмазів.
Трубка Удачна цікава з усякого погляду. Це найбільше за обсягами сировини і розмірами рудного тіла родовище алмазів у Росії. У ній було видобуто багато великих каменів, у тому числі й кристали, що нині знаходяться в Алмазному фонді. Інша особливість трубки — наявність у ній дуже слабо змінених автометасоматозом кімберлітів і глибинних ксенолітів, у тому числі і алмазоносних. Тому трубка стала місцем постійних експедицій учених, що вивчають глибинні породи.
Трубка розробляється відкритим способом з 1982 року. На сьогодні[коли?] кар'єр досяг позначки 585 метрів і став одним з найбільших кар'єрів у світі (разом з Бінгем-Каньйоном і Чукікамата). Він наблизився до проєктної глибини, нижче якої видобуток руди можливий тільки підземними гірничими виробками. Рудне тіло розділилося на два рукави, а запасів руди залишилося відносно небагато.
З 2010 року здійснюється будівництво підземної копальні з метою подальшого використання родовища.

## Найдавніший алмаз
У березні 2023 року російський академік Микола Похиленко заявив про знайдений алмаз розміром 0,3 мм і віком приблизно 3,6 млрд років, тобто найдавніший із відомих науці. Вік утворення самої Землі дорівнює близько 4,6 млрд років. Дослідження вказують, що алмаз був захоплений іншим мінералом на глибині близько 180 км, де температура магми перевищувала 1400 градусів, а тиск становив 5,5×100 паскалів (зазвичай алмази, утворені пізніше, виникли за температури близько 900 градусів і тиску понад 1,2×1.000.000.000 паскалів).

## Інциденти
У ніч на 26 серпня 2012 року в споруджуваній для розробки шахті Східного рудного тіла сталася аварія на глибині 365 метрів. В аварійній зоні знаходилися 17 осіб, з них 12 вибралися на поверхню, п'ятеро залишилися в шахті. Рятувальники підняли на поверхню тіла двох людей, загиблих в результаті аварії. З 12 осіб, що вийшли з шахти, постраждали чотири людини.